# رامسي نوح
رامسي نوح (ولد في 19 ديسمبر 1970)  هو ممثل نيجيري ومخرج. حصل على جائزة جائزة الأكاديمية الأفريقية للأفلام لأفضل ممثل في دور رئيسي في عام 2010 عن أدائه في فيلم «التمثال الصغير». ظهر لأول مرة في الإخراج مع فيلم «العيش في عبودية: التحرر» في عام 2019.

## حياة مبكرة
ولد نوح في لاغوس لأب إسرائيلي وأم من يوروبا. نشأ فيلاغوس حيث التحق بمدرسة أتارا الابتدائية ومدرسة قواعد المجتمع. حصل على دبلوم في الاتصال الجماهيري من جامعة لاغوس، وبعد ذلك عمل في التمثيل.

## مسار مهني
بدأت مسيرة نوح التمثيلية عندما لعب دور البطولة في المسلسل التلفزيوني النيجيري «ثروات». ظهر منذ ذلك الحين في العديد من الأفلام التي لعبت دور البطولة فيها، ولقب «الفتى المحب» لأدواره العديدة في الأفلام الرومانسية.  وفي عام 2010 فاز نوح بجائزة أكاديمية الفيلم الأفريقي لأفضل ممثل في دور قيادي عن أدائه في التمثال الصغير . كما تم ترشيحه في عام 2017 لجائزة أكاديمية الفيلم الأفريقي عن «أفضل ممثل في دور قيادي» في فيلم "76"  يعتبر نوح من أكثر الممثلين رواجًا في نيجيريا. في عام 2015، حصل على حقوق «العيش في عبودية: التحرر» من كينيث ننيبو من أجل إعادة إنتاج محتملة يتم تصويرها في أوروبا وأمريكا ونيجيريا. تم تأكيد الخبر لاحقًا على إنتسغرام، لكن بدا الفيلم أنه في حالة استحالة إنتاج لمدة ثلاث سنوات. في عام 2018 أعلن نوح أن نسخته الجديدة أصبحت مكتملة بعنوان «العيش في عبودية: التحرر»، والتي تم إصدارها في 8 نوفمبر 2019. لعب نوح دور رئيس الكهنة الجديد، وظهر لأول مرة في الإخراج. تدور القصة حول ننامدي نجل آندي وسعيه وراء الثروة. كما تلعب منى أبي، مغنية الراب دور البطولة في الجزء الثاني 